# Шабачко позориште
Шабачко позориште је професионално позориште, које се налази у строгом центру града у Карађорђевој улици бр. 22. Данас Шабачко позориште ради у згради Занатског дома, саграђеноj 1933. године, која представља непокретно културно добро као споменик културе.

## Историјат
Позоришни живот у Шапцу има дугу и богату традицију почев од 1840. године, када је Дамњан Маринковић, професор Шабачке гимназије, припремио прву позоришну представу Светислав и Милева, Јована Стерије Поповића. Представа је у згради  Шабачке гимназије изведена два пута, првог и другог дана Божића. У то време било је то једино позориште у Србији. Следећа важнија етапа позоришног живота била је 1848. године када је у Читалишту шабачком играно седам представа.
Године 1906. основано је професионално Шабачко позориште, када је оформљен и стални ансамбл од двадесет професионалних глумаца и два редитеља, изабрана управа, опремљене радионице за израду костима и декора. Представе су игране у Великој Касини.
Непосредно после ослобођења Шапцa, позориште обнавља рад као Народно позориште, које је прву представу дало 14. децембра 1944. године.
У другој половини 20. века ово позориште је приређивало чувене Свечаности Љубише Јовановића на којима су учествовала најелитнија позоришта тадашње Југославије.
До 2002. године позориште се звало Љубиша Јовановић, а од 2014. године тако се зове велика сцена овог позоришта.

## Позориште данас
Данас Шабачко позориште има три сцене: Дечју, Малу сцену Др Бранивој Ђорђевић и Велику. Годишње припреми 5–8 премијера и прикаже око 200 представа на својим сценама и око 50 на гостовањима.
Током 2016/17 Шекспиров „Перикле” у режији Никите Миливојевића донео је 15 награда.